# Keith Vaz

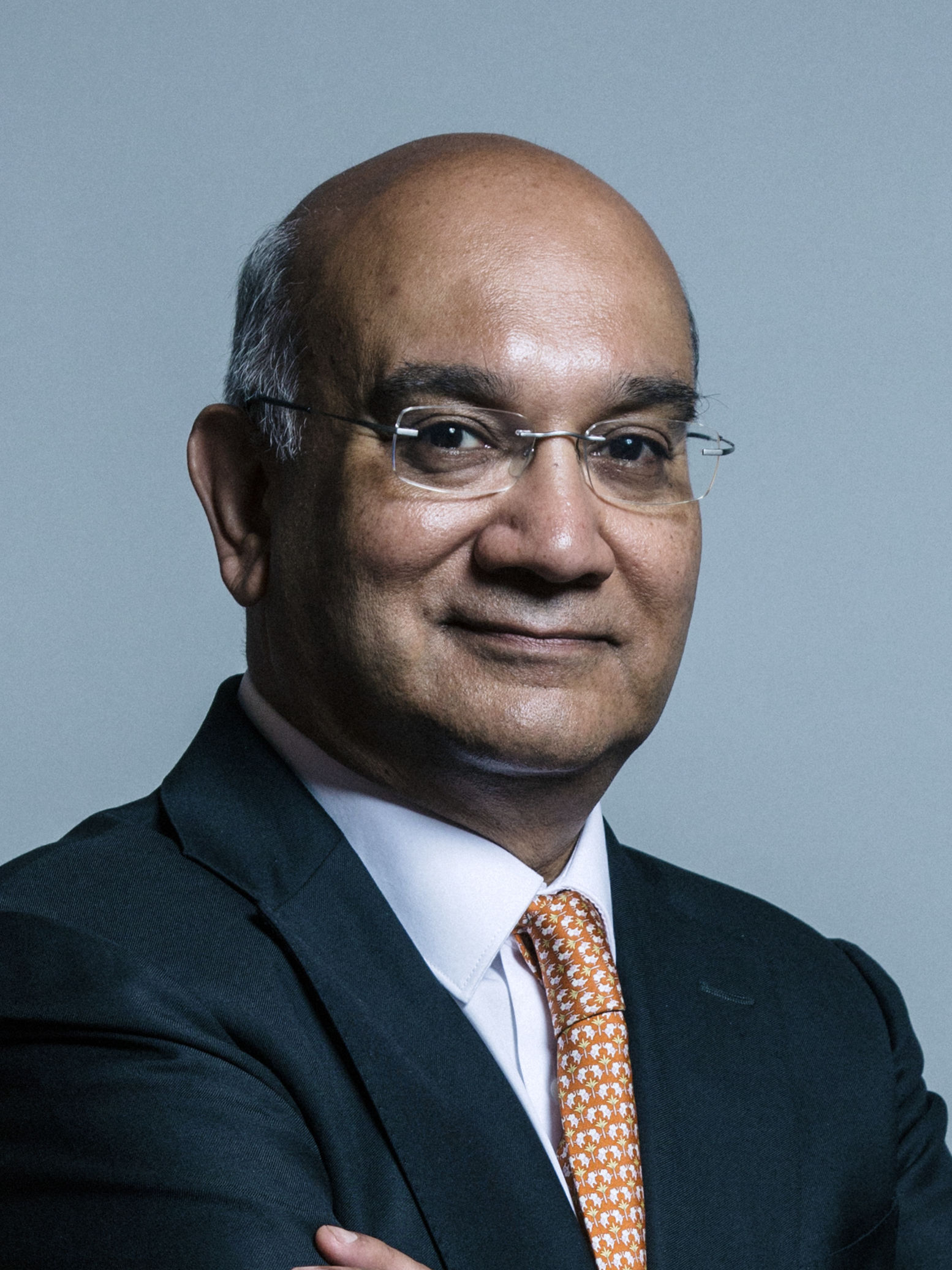
Keith Vaz (2017)

Nigel Keith Anthony Standish Vaz (geboren am 26. November 1956 in der Kolonie Aden) ist ein ehemaliger britischer Politiker der Labour Party. Er war von 1987 bis 2019 Abgeordneter im Unterhaus.

## Leben
Vaz’ Eltern stammen aus ursprünglich aus Goa, heute Indien. Geboren wurde er am 26. November 1956 in Aden, damals britische Kolonie, wo der Vater als Korrespondent für die Times of India beschäftigt war. 1965 wanderte die Familie in das Vereinigte Königreich ein und ließ sich im Londoner Stadtteil Twickenham nieder. Hier arbeitete der Vater bei einer Fluggesellschaft und die Mutter als Lehrerin. Vaz besuchte eine Schule in Hammersmith und nahm anschließend ein Studium der Rechtswissenschaften am Gonville and Caius College der University of Cambridge auf. Nach dessen Abschluss arbeitete er als Solicitor bei verschiedenen Kommunalverwaltungen, zunächst in Richmond upon Thames, dann in Islington und schließlich ab 1985 in Belgrave, einem Stadtteil von Leicester. Diese Tätigkeit beendete Vaz 1987 nach seinem Einzug ins Unterhaus.
Vaz ist mit einer Juristin verheiratet und hat zwei Kinder. Er hat zwei Schwestern: Penny ist Rechtsanwältin, Valerie Unterhausabgeordnete für Labour im Wahlkreis Walsall South.

## Politik
Im Jahre 1982 trat Vaz der Labour Party bei. Bei der Unterhauswahl 1983 bewarb er sich erfolglos im Wahlkreis Richmond and Barnes für ein Mandat. Bei der Wahl 1987 trat er erneut an, nun im Wahlkreis Leicester East, wo es ihm gelang, den Mandatsinhaber Peter Bruinvels von den Konservativen zu schlagen. Bei den folgenden Wahlen konnte Vaz seinen Sitz jeweils verteidigen, zuletzt bei der Wahl 2017.
Im Parlament war Vaz im Laufe der Jahre Mitglied verschiedener Ausschüsse, den Innenausschuss leitete er ab 2007. Von Oktober 1999 bis Juni 2001 war er Staatssekretär im Außenministerium mit der Zuständigkeit für die übrigen Staaten Europas. 2006 wurde Vaz in den Privy Council berufen. Bei Labour war er von Juli 2001 bis Mai 2010 Mitglied des Parteivorstandes.
Vaz gilt als gut vernetzt in der indo-britischen Gemeinschaft und als ausgesprochen medienaffiner Politiker, der stets das Rampenlicht sucht. Da er mehrfach in Verbindung mit politischen Affären und Skandalen in Verbindung gebracht worden war, ohne dass ihm etwas nachgewiesen werden konnte, wurde er in der Presse als „Keith Vazeline“ und „Teflon-Abgeordneter“ tituliert. Kritiker warfen ihm mangelndes ideologisches Rückgrat vor und dass er sein Fähnchen nach dem Wind richte. So habe er sich, obwohl selbst Katholik, dem Ruf nach einem Verbot Salman Rushdies Die satanischen Verse angeschlossen, nachdem dies bei einer Demonstration von mehreren tausend Muslimen in seinem Wahlkreis gefordert worden war.
Im Sommer 2016 erschienen Presseberichte, wonach Vaz die Dienste zweier männlicher Prostituierten in Anspruch genommen und diesen für ein weiteres Treffen eine Bezahlung in Form von Kokain versprochen habe. Aufgrund dieser Vorwürfe legte er 6. September 2016 sein Amt als Vorsitzender des Innenausschusses nieder. Der Ausschuss des Unterhauses, der sich mit den allgemeinen Verhaltensregeln der Abgeordneten befasst, urteilte Ende Oktober 2019, dass Vaz aufgrund der Vorgänge für einen Zeitraum von sechs Monaten zu suspendieren sei. Da sich das Parlament im Vorfeld der Wahl 2019 bereits Anfang November auflöste, konnte diese Entscheidung aber nicht umgesetzt werden. Sie wurde zugleich hinfällig, was bedeutete, dass sich der Ausschuss nach der Wahl erneut mit der Angelegenheit hätte befassen müssen. Daher entschloss sich Vaz, auf eine erneute Kandidatur im Wahlkreis zu verzichten und schied somit nach 32 Jahren als Abgeordneter aus dem Unterhaus aus.